# Adilet Davlumbayev
Adilet Davlumbayev (6 febbraio 1988) è un lottatore kazako, specializzato nella lotta libera.

## Palmarès
- Campionati asiatici

Biškek 2018: argento nei 92 kg.
Ulaanbaatar 2022: bronzo nei 92 kg.
- Giochi asiatici

Giacarta 2018: bronzo negli 86 kg.
- Giochi asiatici indoor e di arti marziali

Ashgabat 2017: bronzo negli 86 kg.
- Giochi della solidarietà islamica

Baku 2017: bronzo negli 86 kg.